# Corrupto
Corrupto (Callichirus major, Stimpson, 1866) é um crustáceo decápode cavador, lato sensu podendo referir-se a todos os crustáceos da antiga infraordem Thalassinidea, hoje superada pela Axiidea (à qual pertence o Callichirus corruptus) e a Gebiidea.

## Descrição
Os corruptos apresentam indivíduos maiores atingindo cerca de 20 centímetros de comprimento, tendo o abdome com coloração amarelada. Possuem garras em forma de pinças, sendo uma delas bem maior que a outra. Deve-se tomar cuidado com os espécimes de maior tamanho, já que sua garra pode causar pequenos ferimentos. São apelidados de corruptos, pois são muitos, não "aparecem" e são difíceis de capturar. Eles cavam buracos onde se escondem, e são capturados com o equipamento que faz furos para guarda-sol.
Vivem em praias rasas de areia fina, próximos à linha d'água, em profundas tocas verticais escavadas na areia. Quanto maior o buraco, maior o animal que nele habita. Alimentam-se de matéria orgânica em decomposição e de pequenos animais. Geralmente seus buracos ficam expostos apenas durante a maré baixa, 20 centímetros ou mais. Portanto, conforme a tábua das marés, verifique o dia mais adequado, num horário em que a água esteja em seu ponto mínimo. Nos buracos cobertos pela água, o Corrupto estará mais próximo à superfície.

## Impacto ecológico
A pesca destes organismos cavadores pode ocasionar alterações, tanto na espécie alvo, como em outras espécies existentes no sedimento, devido à própria técnica de captura utilizada. Na África do Sul, a cada 50 corruptos coletados com bomba de sucção, 50 gramas de organismos da macroinfauna acabam morrendo ou sendo predados por aves e outros organismos, em consequência da perturbação. Por outro lado, um esforço de pesca excessivo pode levar a sobre-exploração do recurso e até ao total desaparecimento das populações alvo. A estrutura populacional de Callichirus major pode ter sido afetada pela pesca no litoral do Estado de São Paulo, onde foi registrada uma diminuição na moda média do tamanho dos indivíduos da população ao longo de 6 anos de estudo. Este resultado pode ser consequência de um aumento na intensidade dos recrutamentos, devido à maior disponibilidade de substrato resultante da remoção de indivíduos maiores.
No município de Ilha Comprida, moradores locais fazem um trabalho de conscientização junto aos pescadores amadores que buscam a exploração deste categoria de isca. A devolução das fêmeas ovuladas para garantia de reprodução e sobrevivência da espécie, são um dos principais argumentos para tal.

## Habitat
C. major s.l. ocorre em praias arenosas abertas, dissipativas e planas, principalmente em galerias profundas na zona entremarés, mas também em profundidade subdiais rasas de 2–3 m. Tem uma distribuição geográfica muito grande ao longo da costa pan-americana. Na costa atlântica, a distribuição ocorre da Carolina do Norte a Santa Catarina, embora com um grande hiato do sul do Texas ao Pará, sendo encontrada apenas esporadicamente na Colômbia e na Venezuela. Na costa do Pacífico, o complexo foi identificado na Baja Califórnia e na Costa Rica.
C. major s.l. é amplamente empregada como isca viva de pesca por muitas populações costeiras humanas, incluindo as dos Estados Unidos e do Brasil, devido à sua fácil disponibilidade. A extração em massa do camarão fantasma, tanto especificamente em relação a C. major quanto genericamente, foi descrita como ecologicamente prejudicial não apenas para sua própria estabilidade ecológica, mas também para diferentes animais que são mortos no procedimento. O status da IUCN do complexo foi sugerido como criticamente em perigo, embora não tenha sido oficialmente revisado pela IUCN.